# Superprestige 2017-2018
Navigation
2016-2017 2018-2019
Le Superprestige 2017-2018 est la 36e édition du Superprestige, compétition qui se déroule entre le 1er octobre 2017 et le 17 février 2018. Le challenge est composé de huit manches pour les élites hommes, élites femmes, espoirs et juniors qui ont lieu en Belgique et aux Pays-Bas. Toutes les épreuves font partie du calendrier de la saison de cyclo-cross masculine et féminine 2017-2018.
Depuis cette édition, le Grand Prix de la Région wallonne de Dottignies est remplacé par le Niels Albert CX de Boom.

## Barème
Les 15 premiers de chaque course marquent des points pour le classement général selon le tableau suivant :
| Position           | 1er | 2e | 3e | 4e | 5e | 6e | 7e | 8e | 9e | 10e | 11e | 12e | 13e | 14e | 15e |
| Classement général | 15  | 14 | 13 | 12 | 11 | 10 | 9  | 8  | 7  | 6   | 5   | 4   | 3   | 2   | 1   |

## Hommes élites

### Résultats
| # | Date        | Lieu                                       | Vainqueur            | Deuxième       | Troisième              | Leader du classement général |
| - | ----------- | ------------------------------------------ | -------------------- | -------------- | ---------------------- | ---------------------------- |
| 1 | 1er octobre | Gieten (Cyclo-cross de Gieten)             | Mathieu van der Poel | Wout van Aert  | Laurens Sweeck         | Mathieu van der Poel         |
| 2 | 15 octobre  | Zonhoven (Cyclo-cross de Zonhoven)         | Mathieu van der Poel | Wout van Aert  | Lars van der Haar      | Mathieu van der Poel         |
| 3 | 21 octobre  | Boom (Niels Albert CX)                     | Wout van Aert        | Laurens Sweeck | Lars van der Haar      | Wout van Aert                |
| 4 | 29 octobre  | Ruddervoorde (Cyclo-cross de Ruddervoorde) | Mathieu van der Poel | Wout van Aert  | Lars van der Haar      | Mathieu van der Poel         |
| 5 | 12 novembre | Gavere (Cyclo-cross d'Asper-Gavere)        | Wout van Aert        | Toon Aerts     | Mathieu van der Poel   | Wout van Aert                |
| 6 | 30 décembre | Diegem (Cyclo-cross de Diegem)             | Mathieu van der Poel | Wout van Aert  | Laurens Sweeck         | Wout van Aert                |
| 7 | 11 février  | Hoogstraten (Vlaamse Aardbeiencross)       | Mathieu van der Poel | Laurens Sweeck | David van der Poel     | Mathieu van der Poel         |
| 8 | 17 février  | Middelkerke (Noordzeecross)                | Mathieu van der Poel | Tim Merlier    | Michael Vanthourenhout | Mathieu van der Poel         |

### Classement général
| Pos. | Coureur                | Équipe                                  | GIE | ZON | BOO | RUD | GAV | DIE | HOO | MID | Points |
| ---- | ---------------------- | --------------------------------------- | --- | --- | --- | --- | --- | --- | --- | --- | ------ |
| 1    | Mathieu van der Poel   | Beobank-Corendon                        | 1   | 1   | 4   | 1   | 3   | 1   | 1   | 1   | 115    |
| 2    | Wout van Aert          | Crelan-Charles/Veranda's Willems-Crelan | 2   | 2   | 1   | 2   | 1   | 2   | 6   |     | 96     |
| 3    | Laurens Sweeck         | ERA-Circus                              | 3   | 5   | 2   | 5   | DNF | 3   | 2   | 6   | 86     |
| 4    | Lars van der Haar      | Telenet-Fidea Lions                     | 4   | 3   | 3   | 3   | 6   | 13  | 11  | 5   | 80     |
| -    | Toon Aerts             | Telenet-Fidea Lions                     | 9   | 8   | 7   | 4   | 2   | 4   | 7   | 7   | 80     |
| 6    | Quinten Hermans        | Telenet-Fidea Lions                     | 5   | 6   | 6   | 13  | 7   | 10  | 13  | 13  | 54     |
| 7    | Tim Merlier            | Crelan-Charles/Veranda's Willems-Crelan | 12  | 13  | 9   | 8   | 14  | 12  | 5   | 2   | 53     |
| 8    | Kevin Pauwels          | Marlux-Napoleon Games                   | 7   | 12  | 8   | 10  | 8   | 6   | 16  | 9   | 52     |
| 9    | Michael Vanthourenhout | Marlux-Napoleon Games                   |     |     | 12  | 6   | 9   | 11  | 4   | 3   | 51     |
| -    | David van der Poel     | Beobank-Corendon                        | 13  | 4   |     | 9   | 18  | 8   | 3   | 8   | 51     |
| 11   | Tom Meeusen            | Beobank-Corendon                        | 11  | 11  | 18  | 23  | 5   | 7   | 9   | 4   | 49     |
| 12   | Jens Adams             | Pauwels Sauzen-Vastgoedservice          | 8   | 9   | 5   | 14  | 11  | 14  | 12  | 11  | 44     |
| 13   | Michael Boroš          | Pauwels Sauzen-Vastgoedservice          | 19  | 7   | 10  | 12  | 16  | 9   | 22  | 24  | 26     |
| 14   | Gianni Vermeersch      | Steylaerts-Betfirst                     | 6   | 17  | 16  | 11  | DNF | DNF | 8   | 15  | 24     |
| 15   | Diether Sweeck         | ERA-Circus                              | 10  | 10  | 21  | 22  | 12  |     | DNF | 33  | 16     |
| 16   | Klaas Vantornout       | Marlux-Napoleon Games                   |     |     |     | 16  | 4   |     |     | 20  | 12     |
| 17   | Marcel Meisen          |                                         |     |     |     |     | DNF | 5   | 25  | 19  | 11     |
| 18   | Wietse Bosmans         | ERA-Circus                              |     |     |     |     |     |     | 10  | 12  | 10     |
| 19   | Eli Iserbyt            | Marlux-Napoleon Games                   | 16  | 21  |     | 7   | DNF |     |     |     | 9      |
| -    | Vincent Baestaens      | vzw Koninklijke Stoempersclub           | 15  | 20  | 15  | 18  | 10  |     | 23  | DNF | 8      |

## Femmes élites

### Résultats
| # | Date        | Lieu                                       | Vainqueur       | Deuxième               | Troisième         | Leader du classement général |
| - | ----------- | ------------------------------------------ | --------------- | ---------------------- | ----------------- | ---------------------------- |
| 1 | 1er octobre | Gieten (Cyclo-cross de Gieten)             | Maud Kaptheijns | Nikki Brammeier        | Sophie de Boer    | Maud Kaptheijns              |
| 2 | 15 octobre  | Zonhoven (Cyclo-cross de Zonhoven)         | Maud Kaptheijns | Sanne Cant             | Nikki Brammeier   | Maud Kaptheijns              |
| 3 | 21 octobre  | Boom (Niels Albert CX)                     | Maud Kaptheijns | Sanne Cant             | Annemarie Worst   | Maud Kaptheijns              |
| 4 | 29 octobre  | Ruddervoorde (Cyclo-cross de Ruddervoorde) | Maud Kaptheijns | Lucinda Brand          | Sanne Cant        | Maud Kaptheijns              |
| 5 | 12 novembre | Gavere (Cyclo-cross d'Asper-Gavere)        | Ellen Van Loy   | Nikki Brammeier        | Kim Van De Steene | Maud Kaptheijns              |
| 6 | 30 décembre | Diegem (Cyclo-cross de Diegem)             | Sanne Cant      | Pauline Ferrand-Prévot | Maud Kaptheijns   | Maud Kaptheijns              |
| 7 | 11 février  | Hoogstraten (Vlaamse Aardbeiencross)       | Sanne Cant      | Maud Kaptheijns        | Helen Wyman       | Sanne Cant                   |
| 8 | 17 février  | Middelkerke (Noordzeecross)                | Sanne Cant      | Maud Kaptheijns        | Laura Verdonschot | Sanne Cant                   |

### Classement général
| Pos. | Coureur                    | Équipe                     | GIE | ZON | BOO | RUD | GAV | DIE | HOO | MID | Points |
| ---- | -------------------------- | -------------------------- | --- | --- | --- | --- | --- | --- | --- | --- | ------ |
| 1    | Sanne Cant                 | Corendon-Circus            | 6   | 2   | 2   | 3   | 5   | 1   | 1   | 1   | 107    |
| 2    | Maud Kaptheijns            | Veranda's Willems-Crelan   | 1   | 1   | 1   | 1   | 12  | 3   | 2   | 2   | 105    |
| 3    | Annemarie Worst            | ERA-Circus                 | 7   | 4   | 3   | 4   | 9   | 8   | 5   | 11  | 77     |
| 4    | Nikki Brammeier            | Boels Dolmans Cycling Team | 2   | 3   | DNF | DNF | 2   | 5   | 8   | 10  | 66     |
| 5    | Ellen Van Loy              | Telenet-Fidea Lions        | DNF | 5   | 4   | 5   | 1   | 15  | 11  | 7   | 64     |
| 6    | Alice Maria Arzuffi        | Steylaerts Cycloteam       | 9   | 6   | 5   | 13  | 4   | 11  | 6   | DNF | 58     |
| 7    | Laura Verdonschot          | Marlux-Bingoal             |     | 9   | 12  | 6   | 13  | 4   | 15  | 3   | 50     |
| 8    | Elle Anderson              | Canyon-SRAM                | 4   | 10  | 14  | 11  | 11  | 6   | 9   | 13  | 50     |
| 9    | Kim Van De Steene          | Tarteletto-Isorex          |     |     | 7   | 7   | 3   |     | 7   | 6   | 50     |
| 10   | Ceylin del Carmen Alvarado | Corendon-Circus            | 12  | 8   |     | 8   |     |     | 4   | 4   | 44     |

## Hommes espoirs

### Résultats
| # | Date        | Lieu                                       | Vainqueur      | Deuxième        | Troisième       | Leader du classement général |
| - | ----------- | ------------------------------------------ | -------------- | --------------- | --------------- | ---------------------------- |
| 1 | 1er octobre | Gieten (Cyclo-cross de Gieten)             | Jens Dekker    | Adam Ťoupalík   | Yannick Peeters | Jens Dekker                  |
| 2 | 15 octobre  | Zonhoven (Cyclo-cross de Zonhoven)         | Jens Dekker    | Toon Vandebosch | Thomas Joseph   | Jens Dekker                  |
| 3 | 21 octobre  | Boom (Niels Albert CX)                     | Thomas Pidcock | Adam Ťoupalík   | Sieben Wouters  | Sieben Wouters               |
| 4 | 29 octobre  | Ruddervoorde (Cyclo-cross de Ruddervoorde) | Jens Dekker    | Sieben Wouters  | Toon Vandebosch | Sieben Wouters               |
| 5 | 12 novembre | Gavere (Cyclo-cross d'Asper-Gavere)        | Thomas Pidcock | Sieben Wouters  | Thijs Aerts     | Sieben Wouters               |
| 6 | 30 décembre | Diegem (Cyclo-cross de Diegem)             | Thomas Pidcock | Sieben Wouters  | Thomas Joseph   | Sieben Wouters               |
| 7 | 11 février  | Hoogstraten (Vlaamse Aardbeiencross)       | Eli Iserbyt    | Thijs Aerts     | Jens Dekker     | Sieben Wouters               |
| 8 | 17 février  | Middelkerke (Noordzeecross)                | Thomas Pidcock | Eli Iserbyt     | Jens Dekker     | Sieben Wouters               |

### Classement général
| Pos | Coureur              | Points |
| --- | -------------------- | ------ |
| 1   | Sieben Wouters       | 84     |
| 2   | Adam Ťoupalík        | 82     |
| 3   | Jens Dekker          | 82     |
| 4   | Toon Vandebosch      | 74     |
| 5   | Thomas Pidcock       | 72     |
| 6   | Thijs Aerts          | 68     |
| 7   | Yannick Peeters      | 61     |
| 8   | Jelle Schuermans     | 57     |
| 9   | Thomas Joseph        | 51     |
| 10  | Maik van der Heijden | 41     |

## Hommes juniors

### Résultats
| # | Date        | Lieu                                       | Vainqueur        | Deuxième         | Troisième        | Leader du classement général |
| - | ----------- | ------------------------------------------ | ---------------- | ---------------- | ---------------- | ---------------------------- |
| 1 | 1er octobre | Gieten (Cyclo-cross de Gieten)             | Ryan Kamp        | Pim Ronhaar      | Maxim Dewulf     | Ryan Kamp                    |
| 2 | 15 octobre  | Zonhoven (Cyclo-cross de Zonhoven)         | Pim Ronhaar      | Tomáš Kopecký    | Jarno Bellens    | Pim Ronhaar                  |
| 3 | 21 octobre  | Boom (Niels Albert CX)                     | Xander Geysels   | Michael Bervoets | Jarno Jordens    | Vince Van den Eynde          |
| 4 | 29 octobre  | Ruddervoorde (Cyclo-cross de Ruddervoorde) | Ryan Kamp        | Tomáš Kopecký    | Niels Vandeputte | Tomáš Kopecký                |
| 5 | 12 novembre | Gavere (Cyclo-cross d'Asper-Gavere)        | Pim Ronhaar      | Tomáš Kopecký    | Ryan Cortjens    | Tomáš Kopecký                |
| 6 | 30 décembre | Diegem (Cyclo-cross de Diegem)             | Loris Rouiller   | Ryan Kamp        | Tomáš Kopecký    | Tomáš Kopecký                |
| 7 | 11 février  | Hoogstraten (Vlaamse Aardbeiencross)       | Ryan Kamp        | Niels Vandeputte | Pim Ronhaar      | Ryan Kamp                    |
| 8 | 17 février  | Middelkerke (Noordzeecross)                | Niels Vandeputte | Tomáš Kopecký    | Pim Ronhaar      | Tomáš Kopecký                |

### Classement général
| Pos | Coureur             | Points |
| --- | ------------------- | ------ |
| 1   | Tomáš Kopecký       | 119    |
| 2   | Ryan Kamp           | 112    |
| 3   | Pim Ronhaar         | 102    |
| 4   | Niels Vandeputte    | 89     |
| 5   | Jarno Bellens       | 87     |
| 6   | Witse Meeussen      | 66     |
| 7   | Gerben Kuypers      | 64     |
| 8   | Mees Hendrikx       | 48     |
| 9   | Vince Van den Eynde | 47     |
| 10  | Anton Ferdinande    | 44     |